# ムエローク
ムエロークは、日本のムエタイ興行。2009年1月にM-1ムエタイチャレンジとDEEK総合企画の共催により代々木第二体育館で旗揚げ。2010年のDEEK単独開催、2011年は尚武会との共催を経て、2013年以降は尚武会による単独開催が行われ、日本でのムエタイの普及を目指す「ムエローク推進委員会」が同年より発足。
ラジャダムナン、ルンピニー、タイ国プロムエタイ協会のタイトル保持者によるトーナメント「ヨードムエチャンピオンズカップ」も行われている。WPMF、WMC、日本ルールを統括するジャパン・マーシャルアーツ・ディレクターズの協力を得て、プロのみならずJrを始めとしたアマチュアの育成にも力を入れている。